# Irina Borisowa
Irina Anatoljewna Borisowa (kaz. Ирина Анатольевна Борисова; ur. 26 sierpnia 1995) – kazachska zapaśniczka walcząca w stylu wolnym. Srebrna medalistka mistrzostw Azji w 2016 i brązowa w 2017. Druga na MŚ juniorów w 2015 roku.